# Suore di San Giuseppe di Torino
Le Suore di San Giuseppe di Torino sono un istituto religioso femminile di diritto pontificio: le suore di questa congregazione pospongono al loro nome la sigla S.S.J.

## Storia
La congregazione si riallaccia alla fondazione fatta a Le Puy dal gesuita Jean-Pierre Médaille. Le sue origini risalgono alla casa aperta il 1º settembre 1821 a Torino da tre religiose della congregazione di Chambéry; l'arcivescovo Colombano Chiaverotti rese autonoma la comunità torinese dalla casa-madre di Chambéry tra il 1823 e il 1824.
Le suore si insediarono nel popolare rione di Borgo Dora, dove presero a dedicarsi alla cura dei figli dei doganieri e degli operai della polveriera; collaborarono alle opere avviate dalla marchesa di Barolo a favore delle carcerate, dei bambini malati, per la riabilitazione delle donne traviate; contribuirono alla formazione delle congregazioni torinesi delle penitenti di Santa Maria Maddalena, delle suore di Sant'Anna e della Provvidenza e delle missionarie della Consolata.
Dalla congregazione di Torino ebbero origine le suore di San Giuseppe di Roma (che nel 1876 si fusero con quelle di Chambéry) e di Novara, fondate nel 1826; nel luglio del 2006 l'istituto di Novara e quello delle suore di San Giuseppe di Susa (fondato nel 1867 dalle suore di Aosta) si sono uniti alle suore di San Giuseppe di Torino.
L'istituto ricevette il pontificio decreto di lode il 31 dicembre 1912 e l'8 maggio 1921 giunse l'approvazione definitiva delle costituzioni.

## Attività e diffusione
Le suore si dedicano all'istruzione e all'educazione cristiana dell'infanzia e della gioventù, all'assistenza ad anziani e ammalati e al lavoro nelle missioni.
Oltre che in Italia, sono presenti in Brasile, Repubblica Centrafricana, Ciad, Repubblica Democratica del Congo; la sede generalizia è a Torino.
Alla fine del 2008 la congregazione contava 333 religiose in 52 case.